# Nompatelize
Nompatelize è un comune francese di 578 abitanti situato nel dipartimento dei Vosgi nella regione del Grand Est.

## Società

### Evoluzione demografica
Abitanti censiti